# Austin 12
Austin 12 ist der Name verschiedener Mittelklasse-Modelle der Austin Motor Company von 1921 bis 1947. Neben dem 12 hp mit Vierzylindermotor gab es in den 1930er-Jahren die kleineren Modelle Austin 12/4 und Austin 12/6 mit Vier- und Sechszylindermotoren. Von der Modellserie gab es auch jeweils ein eigenes Taximodell mit verstärktem Rahmen (Heavy 12, später Austin FX2).

## Von Jahr zu Jahr

### Austin 12 hp (1921–1940)
Der erste Austin 12 hp wurde 1921 als verkleinerte Version des Austin 20 vorgestellt.
Anfangs gab es ihn nur als Tourer, ab 1922 wurden drei verschiedene Karosserien angeboten: ein 4-sitziger Tourer, ein 2/4-Sitzer (beide zum Preis von GBP 550) und ein Coupé für GBP 675. Das Fahrzeug war in den 1920er-Jahren sehr erfolgreich, 1927 wurden 14.000 Stück verkauft. Die geschlossenen Karosserien wurden in den 1920er-Jahren in erster Linie von Chalmer & Hoyer zugeliefert.
Die Mechanik wurde über die Jahre nur wenig verändert. 1927 stieg der Hubraum des Vierzylinders mit teilsynchronisiertem Vierganggetriebe von 1.661 cm³ auf 1.861 cm³. Bei einer Leistung von 20 bhp (15 kW) wurde eine Höchstgeschwindigkeit von ca. 80 km/h erreicht. Seit Ende der 1920er-Jahre wurde das Limousinenmodell immer beliebter. Das Auto stand bis 1935 im Austin-Katalog, als Taxi-Modell sogar bis 1939. Die letzten Exemplare wurden für das Kriegsministerium 1940 hergestellt. Im Unterschied zu den anderen 12 hp - Modellen mit 12 Steuer-PS von Austin (siehe unten) war das Taxi Modell auch als „Heavy 12“ bekannt. Die meisten Taxi-Aufbauten kamen von dem Londoner Karosseriehersteller Jones Brothers.

### Austin 12/4 und 12/6 (1930–1936)
Ab 1930 gab es noch einen Austin 12/6 mit Sechszylinder-Reihenmotor (1.496 cm³, 24 bhp / 18 kW), der als 4-türige Limousine 99 km/h erreichte. Er wurde nach 6 Jahren Bauzeit wieder eingestellt.
Daneben wurde ab 1932 noch der Austin 12/4 auf dem gleichen Fahrgestell angeboten. Er hatte einen Vierzylinder-Reihenmotor mit 1.535 cm³ mit 40 bhp (29 kW) und wurde auch als "Light 12" bezeichnet. Er wurde auch als "Open Tourer" angeboten. Seine Höchstgeschwindigkeit lag bei 94,5 km/h. Nach vier Jahren wurde seine Produktion eingestellt. Ab 1934 wurde – zumeist bei Jones Brothers in Willesden – das Taxi Modell Low Loader gebaut, das auf dem Chassis des 12/4 und der späteren Austin 12 Modelle basierte und auch dessen Motoren erhielt. Die Karosserie war jedoch den Bedürfnissen entsprechend gestaltet. Diverse Chassis wurden wie auch bei den früheren Auflagen mit Karosserien unabhängiger Hersteller ausgestattet; viele davon fertigte Gordon & Co. in Birmingham.

### Austin 12 (1938–1939)
1938 tauchte der Light 12 als Austin 12 mit geringfügig verlängertem Radstand wieder auf und wurde parallel zum Taximodell bis Ausbruch des Zweiten Weltkrieges gefertigt.

### Austin 12 (1939–1947)
1939 gab es einen vergrößerten Austin 12 mit dem 1,55 l-R4-Motor des Vorgängers. Die viertürige Mittelklasse-Limousine wurde bis 1947 gebaut. Das Taxi Modell trug nun den Namen Austin FX2.
1947 löste der Austin A40 Dorset den 12 ab und das Taxi Austin FX3 wurde ab 1948 Nachfolger des FX2.

## Quelle
- David Culshaw & Peter Horrobin: The Complete Catalogue of British Cars 1895–1975. Veloce Publishing PLC, Dorchester 1997, ISBN 1-874105-93-6